# Резолюция Совета Безопасности ООН 1009
Резолюция Совета Безопасности Организации Объединённых Наций 1009 (код — S/RES/1009), принятая 10 августа 1995 года, сославшись на все резолюции по ситуации в бывшей Югославии, включая резолюции 981 (1995), 990 (1995) и 994 (1995), Совет Безопасности ООН потребовал от правительства Хорватии строго соблюдать резолюции Совета Безопасности после того, как 4 августа 1995 года началось наступление хорватской армии.
Совет заявил, что Хорватия не выполнила требования Совета Безопасности, которые были выдвинуты ранее в этом месяце. Была выражена озабоченность по поводу нарушений эмбарго на поставки оружия и выражено сожаление, что переговоры в Женеве были прерваны. Была подчёркнута важность урегулирования путём переговоров в сочетании с взаимным признанием государств в бывшей Югославии. Широкомасштабное наступление, которое Хорватия начала против этнических сербов 4 августа, привело к эскалации конфликта и вызывает сожаление. Обстрел гражданских объектов был вновь осуждён, и было отмечено, что были допущены нарушения международного гуманитарного права, а бежавшие люди оказались в тяжёлом положении. Права местного сербского населения должны быть защищены, а насилие в отношении персонала Организации Объединённых Наций, в результате которого погибли три человека, также было осуждено Советом.
Действуя на основании главы VII Устава ООН, Совет Безопасности потребовал от Хорватии и немедленно прекратить все военные действия и уважать права местных сербов, разрешить доступ в регион Международному комитету Красного Креста и гуманитарным организациям, разрешить возвращение беженцев и перемещённых лиц и уважать статус персонала ООН, привлекая к ответственности любого человека, ответственного за нападения на UNPROFOR. Всем сторонам напомнили об их обязательствах по Резолюции 816 (1993) и о необходимости стремиться к урегулированию путём переговоров, гарантирующих права всех общин на переговорах под эгидой Международной конференции по бывшей Югославии.
Наконец, Генеральный секретарь ООН Бутрос Бутрос-Гали должен представить Совету в течение трёх недель после принятия настоящей резолюции доклад о её выполнении и последствиях сложившейся ситуации для Операции Организации Объединённых Наций по восстановлению доверия. Также будут рассмотрены дальнейшие меры по обеспечению выполнения резолюции 1009.